# 赵传东
赵传东（1963年？—）是一名中国飞行员、航天员，於1998年1月成为中国载人航天工程第一批航天员。

## 生平
1963年，赵传东出生于辽宁省葫芦岛市海军航空学校。其父曾是海军航空学校飞行学员，并留校任教，后又从事飞行管理工作。赵传东因此自幼熟知航空知识。
1981年6月，赵传东进入长春第一飞行预备基础学校学习。毕业后进入空军，执飞16年。期间他曾驾驶初教-6、歼-5、歼-6和歼-8等多种机型，总飞行时间达到了1500小时，被评为“空军一级飞行员”。这期间，他曾服役于中国人民解放军空军第二十四师和驻天津部队。
1995年10月，中国载人航天工程航天员选拔工作启动，赵传东报名参选。1998年1月，他和另外11名队友加入中国人民解放军航天员大队，成为第一批航天员。航天员生涯期间，他曾参加神舟五号至神舟十号载人航天任务相关训练。2014年3月13日，赵传东与吴杰、陈全、潘占春、李庆龙等4名第一批航天员停航停训，退出现役航天员序列，转任航天员系统副总工程师。
服役期间，他荣立二等功1次、三等功2次。2018年，赵传东退休。其后他从事航天科普教育，身兼首席航天科普顾问与科普中国航空航天领域专家等数职。